# Komuna e Derjanit
Komuna e Derjanit är en kommundel och tidigare kommun i Albanien.   Den ligger i prefekturen Qarku i Dibrës, i den norra delen av landet, 50 km norr om huvudstaden Tirana.
Omgivningarna runt Komuna e Derjanit är en mosaik av jordbruksmark och naturlig växtlighet.  Runt Komuna e Derjanit är det ganska tätbefolkat, med 54 invånare per kvadratkilometer.